# Твердохлебов, Алеш
Алешандре Твердохлебов (порт. Alexandre Tverdohlebov; родился 16 января 2008 года в Лагоа, Португалия) — португальский футболист, вратарь юношеской команды клуба «Спортинг».

## Клубная карьера
Алеш начинал карьеру в клубе «Лагоа» из своего родного города. В сезоне 2017/18 он занимался в академии футбола Жуана Мотинью, а следующие 2 года провёл в составе «Ольяна». С 2020 года Алеш выступает за юношеские команды лиссабонского «Спортинга».

## Карьера в сборной
Алеш представляет Португалию на юношеском уровне с 2022 года. В 2025 году в составе сборной Португалии до 17 лет он принимал участие на юношеском чемпионате Европы в Албании. На этом турнире Алеш был запасным вратарём, в то время как в роли «первого номера» выступал Ромариу Кунья. В итоге Алеш и его национальная команда стали чемпионами Европы среди юношей. Суммарно за юношеские сборные Португалии вратарь провёл 12 матчей, пропустив 12 голов.

## Достижения
Сборная Португалии (до 17 лет)
- Чемпион Европы (до 17 лет) (1): 2025